# Europsko prvenstvo u košarci – Njemačka 1993.
Europsko prvenstvo u košarci 1993. godine održalo se u Njemačkoj od 22. lipnja do 4. srpnja 1995. godine.
Najbolji strijelac bio je Sabahudin Bilalović (BiH) s prosjekom od 25 koševa po utakmici.